# Никола Чуралски
Никола Чуралски е български журналист, изследовател, краевед и писател.

## Ранни години
Роден в село Водни пад, община Девин, а от 1985 г. живее в Смолян. Твори от най-ранна юношеска възраст. Със записването и събиране на песни, предания, легенди, исторически факти и археологически артефакти за родния си край се заема още от прогимназиалното си образование. Първия му сериозен краеведско-изследователски труд е курсов проект, изготвен като студент в Смолянския учителски институт при преподавателката му по литература Мария Седянкова. Криле за творческо вдъхновение и труд му дава учителката му литература в ПГ „Димитър Благоев“ Пловдив, Елена Некезова. Възпитаник е на Родопския пансион в групата на Илия Христев. Негов еталон е Никола Вапцаров, поета-революционер с неговата саможертвена борба за социални правдини, за хармония на тандема човек-свобода и достойнство, които са съдбоносни за изграждане характера на Никола Чуралски, който след проведеният Възродителен процес в България е възприел неговото име - Никола Чуралски от дотогавашното старо име Джамал Чуралски.

## Гимназиални и студентски години
В края на завършването на средното си образование в гр. Пловдив, през пролетта на 1961 година, той приема личното име Никола Чуралски за знаме в личния му и обществен живот. От този миг става и непримирим враг на злото в живота и борец за очовечяване на живота. Завършва гимназия през 1962 година. След това завършва НШЗО „Христо Ботев“ през 1963 година с отличие. Бил е командир на танков взвод в ротата на капитан Банов в град Момчилград. Учи право и завършва семестриално. Поради лекарска забрана го прекъсва преди дипломирането и завършванено си. Има солидни правно-юридически познания. Бил е секретар на ОК на ДКМС-Триград, а след това и Секретар на Изпълкома на Селския общински народен съвет Триград, община Девин.

## Обществена, политическа и трудова дейност
Поради остър сблъсък със секретаря на Общински комитет на БКП-Триград е принуден да премине на работа в системата на Гранични войски на МВР, като заместник-командир по политическата част на Гранична застава „Броневик“ в родното си село с командир подполковник Иван Стойчев. За тогавашното време като проявяващ се по етнос помак, ЗКПЧ на застава е пробив в системата. И се прави всичко възможно заради това да бъде дискредитиран. По вероломен начин е отстранен от кадрова служба на границата, след което се връща на работа в община Триград на длъжност Военен отчет. По съветите на учителя си по литература Иван Вировски от Монтана, оглавява екип за написване на монография за село Триград. След 15-годишен научно изследователски труд Никола Чуралски написва монографията „Триград“, а след това съставя и тълковен речник на Триградските говори (монографията и речника обхваща съставните села на бившата община – Триград, Ждребево, Кестен, Водни пад, Кожаре, Буйново и Ягодина. И двата труда в ръкопис оставя при доктор Аликовски, който е техническия изпълнител при написването им. Едновременно с това Никола Чуралски сътрудничи на списание „Родопи“ на Николай Хайтов, в местния и централен печат с краеведски и публистични материали. В Смолян е приет за член на Средногорския клуб „Бащино огнище“ на Костадин Куклев. Участва редовно на ежегодни научни краеведски материали за родния край. Приносът му в краезнанието се оценява с приемането му за член на „Съюза на краеведите в България“. Почти 13 години е учител по начално военно обучение в Минен техникум Мадан. Той е и един от забележимите кадри на Окръжния съвет за съдействие на отбраната. Награждаван е с грамоти и медали. За активна работа по възстановяване и укрепване на Съюза на офицерите и сержантите от запаса и резерва е удостоен с „Почетен член на СОСЗР в България“. В Смолян изпод перото на Никола Чуралски излизат много книги, част от които се появяват на бял свят, а други са в ръкопис. Плод на публистичното му остро гражданско перо е приемането му за член на Съюза на Българските журналисти, а плодовете на творчеството му се увенчават и с приемането му за член на Съюза на независимите български писатели. В екип с оператора Митко Таков и по негов сценарий се изработва филма „Изгаснали огнища“.

## Образование
- Средно специално образование
- Висше образование – сместриално завършено – Право, Софийски университет;
- Военно образование – офицерска школа, граничен офицер – капитан;

## Творческа дейност
- Автор на следните книги, краеведски изследвания, проучвания, статии и монографии:

## Други обществени дейности
- От 05.05.2012 година Никола Чуралски участва в учредяването на НПО „Европейски институт Помак“ и заема длъжността Ръководител отдел „Връзки с обществеността, медии“;
- В периода 2006 г. – 2015 г. взема активно участие в екипа и работната група организирана и ръководена от Васил Войнов – зам.-министър на труда и социалната политика (2005 – 2009) по изготвяне на идейно-инвестиционен проект Родопи - по пътеките на Орфей и Евридика;
- Никола Чуралски, Васил Войнов (11 ноември 2005). "РОДОПИ – По пътеките на Орфей и Евридика“, Blogspot.bg.
- От 07.07.2015 г. Никола Чуралски е съучредител и председател на инициативен комитет „Да защитим Водни пад“;